# Oscillation pendulaire de marée
 (mars 2006).
Un satellite, comme Éole, a dû être stabilisé, car sinon ses antennes ne pointaient pas convenablement vers les émetteurs. On a dû réduire les oscillations dues aux forces de marée. C'est ce problème qui va être abordé.

## Problème plan
La Terre est supposée sphérique, donc le potentiel d'une masse m, à la distance r vaut: - mgR²/r.
Soit un haltère A(masse M), AB =d, B (masse m), satellisée circulairement à la distance OG = r, OBGA en ligne droite.
Trouver la vitesse de rotation.
Trouver la tension de la barre (effet de marée).
Que se passe-t-il si l'angle (GO,GB) = {\displaystyle \theta } ?
La réponse à ces 3 questions préparera au problème redoutable du contrôle d'attitude des satellites.
- Vitesse de rotation :

comme il est bien connu, la force de gravitation contrairement à la force de pesanteur ne passe pas par G et ne vaut pas (M+m). g(G).
Le théorème du centre de masse est bien sûr valide :
-(M+m)V²/r = - gR²[M/(r+a)² + m/(r-b)²] d'où V
approximativement : V² = gR.(R/r)[1 + 3 c²/r² +o(1/r²)], où
on a posé : J = (Ma² +mb²) := (M+m)c².
- Tension de marée :

B est plus attirée gravitationnellement que A et étant plus près de O devrait tourner plus vite que G, mais est retenu par la tension T :
- m {\displaystyle \omega ^{2}} (r-b) = -mgR²/(r-b)² +T :
soit T = 3m {\displaystyle \omega ^{2}} b au plus bas ordre.
Le même raisonnement tenu pour A donne Le même résultat. Si cette tension n'existait pas, le satellite se désagrègerait, par effet dit de marée (gravitation différentielle au niveau de A et B).
- Couple de rappel :

Si le satellite est incliné d'un angle {\displaystyle \theta }, au niveau de G il existe un moment des forces en A et B qui vont provoquer un pivotement du satellite : J {\displaystyle {\ddot {\theta }}} = Moment.
Ce moment vaut : m.GB ^ g(B) + M.GA ^ g(A) =
m.GB ^ g'(B) + M.GA ^g'(A), où l'on a posé g'(M) := g(M)-g(G), gravité différentielle.
A l'ordre le plus bas, le calcul donne :
Moment = - 3J {\displaystyle \omega ^{2}} sin{\displaystyle \theta }.cos{\displaystyle \theta }
D'où dans R(G en translation):
J ( {\displaystyle \omega }t +{\displaystyle \theta })" = Moment
d'où 1/2 J {\displaystyle ({\dot {\theta }})^{2}} + 3 J/4 {\displaystyle \omega ^{2}}.(1-cos(2{\displaystyle \theta })) = cste.
Il en résulte que les positions OBGA et OAGB sont stables, mais les positions AB orthogonal à OG sont instables.
Les petites oscillations ont une pulsation {\displaystyle \omega {\sqrt {(}}3)}, ce qui est un des théorèmes de Lure. On parlera d'oscillations pendulaires de marée en {\displaystyle \omega {\sqrt {(}}3)}.
Ce résultat peut être généralisé à n'importe quel pivotement plan d'un solide quelconque : en effet, dans ce cas, dit 2D, un corps solide se caractérise dynamiquement seulement par J et sa masse totale. Or on peut toujours avoir un corps en haltère de même J et de même masse.
D'autre part, le calcul du moment des forces de gravitation n'a fait intervenir pour chaque masse que la quantité m GB² : donc pour la somme des masses, on retrouve la même quantité pour le moment.
Le théorème de Lure reste vrai : {\displaystyle \omega {\sqrt {(}}3)}

## Problème 3D
- Le mouvement képlérien de G n'est pas remis en cause :

{\displaystyle M{\ddot {\vec {OG}}}={\vec {R}}(gravitation)=M{\vec {g(G)}}(1+o(c^{2}/r^{2}))}
avec c << r.Nous supposerons ce mouvement circulaire pour simplifier, avec loi de Kepler ordinaire {\displaystyle \omega ^{2}r^{3}=gR^{2}}
- Il reste le mouvement de rotation 3D autour de G, ce qu'on appelle l"attitude du satellite".

Le référentiel est choisi: R'(G origine ,{\displaystyle {\vec {\omega }}}= vecteur rotation). On pose OG = r u, et k ^ u = v.
Il faut calculer le torseur des forces d'inertie de Coriolis, celui des forces d'inertie axifuges, celui des forces de gravitation.